# Газда Паја
Павле Бошковић, познатији под уметничким именом Газда Паја (Београд, 3. децембар 1987), српски је репер, DJ и MC.

## Биографија
Павле Бошковић је рођен 3. децембра 1987. године у Београду. Музиком је почео да се бави још као тинејџер. Први наступ имао је 2004. године у Дому омладине у Београду. Након тога, Павле је постао члан групе BlackSin. Свој први албум Све је до јаја објавио је 2003. године, а први студијски 2010. године под називом Напајање. На албуму се налази 18 песама, а као гости се појављују Loco, Бата Ракија, Once и Prophet.
Широј јавности је постао познат након што је средином 2012. године објавио песму Чке београдске. Музику, текст и аранжман за песму је радио сам, док је за миск и мастер био задужен Роман Горшек, а пратеће вокале певала је Романова супруга и српска певачица и музичарка Александра Ковач.
Заједно са Војкеом из групе Blaya dub Playa и Палкетом из VTO-а формирао је групу Звезде Грајма. Заједно са њима је 2013. године објавио песму Сломи врат за потребе филма С/Кидање.
Током 2017. године издао је албум под називом Албум, на коме су се, међу 15 песама, нашле и Чке београдске, Мрдај ту ствар и Дај ми вина, песме које је издао 2012. и 2013. године, а које су му донеле ширу популарност.
Почетком 2019. године издао је дует са Јеленом Карлеушом. Песма носи назив ЛаЈК, а премијерно су је извели на свечаној додели MAC награде. Недуго потом, остварио је сарадњу са македонским двојцем 2Bona, са којима је објавио песму За једну ноћ. Средином јуна исте године, за издавачку кућу IDJVideos је објавио песму Експлозив — дует са Емином Јаховић.

## Приватни живот
Павле Бошковић је рођен 3. децембра 1987. године у Београду. Одрастао је у Батајници, а стекао је основно и средње образовање у родном граду. По струци је економиста. Газда Паја и његова супруга Весна Врљановић у октобру 2020. године добили су сина, којем су дали име Вук.

## Дискографија

### Албуми и ЕП-ови
- Све је до јаја (2003)
- Funked up (ft. Скуби, 2008)[12]
- Београд Њујорк (ft. DJ BKO, 2009)
- Напајање (2010)
- Албум (2016)[7]

### Синглови и гостовања
као део групе Звезде Грајма
- Србија ђанс лајк дис (2011)
- Сломи врат (2013)
- Дуга ноћ (2014)

соло
- Ти (2010)[13]
- Карање (2011)[14]
- Лудило (2012)
- Бани на то (ft. Ивана Вукмировић, 2013)
- HD бејбе (ft. Ивана Вукмировић, 2013)
- Екстази (ft. Zhozi Zho, 2013)
- Има да гори (ft. Куртоазија, 2014)
- Води ме (ft. Blaya dub Playa, 2015)
- Лична (2015)[15]
- Бићу ту / 20 година касније (ft. Гру, 2015)
- Хеј бејбе (ft. Иван Куртић, Бибер, 2016)
- Тако добро је (ft. Игор Гарниер, 2016)
- Из ината (2017)
- Превара (ft. Ami G, Марко Кон, 2017)
- Рио (ft. Џала Брат)
- Кисела бомбона (ft. Ami G, Поп, Марко Кон, 2017)
- (2018)
- 1000 евра (ft. DJ A. S. One, 2018)
- Мала рејверка (ft. Бураз Ђанс, Игор Гарниер, 2018)
- Тесла (2018)
- ЛаЈК (ft. Јелена Карлеуша, 2019)
- Принц Белведере (2019)
- За једну ноћ (ft. 2Bona, 2019)
- Експлозив (ft. Емина Јаховић, 2019)
- Auslander (ft. THCF, 2019)
- Дизел (ft. Марлон Брутал, 2020)
- Пусти мајко (2021)